# Louise-Marcelle Gillot-Seure
 (juillet 2013).
Louise-Marcelle Gillot-Seure, née le 17 décembre 1884 à Paris où elle est morte le 6 juillet 1958, était une collectionneuse et mécène d'art française. 
Elle est la fille du graveur héliographe  Charles Firmin Gillot qui fut un grand collectionneur d'art.
Après avoir été l'élève de Eugène Grasset à la fin du XIXe, en début du XXe siècle, reproduisant le même schéma que son père, elle commanditera la réalisation de l'intérieur de son salon à Eugène Grasset. Actuellement, cet intérieur se retrouve au Musée des arts décoratifs de Paris.

## Sources
- Musée des arts décoratifs de Paris